# Be My Number Two
Be My Number Two is een nummer van de Britse muzikant Joe Jackson. Het nummer verscheen op zijn album Body and Soul uit 1984. In juni van dat jaar werd het nummer in Europa uitgebracht als de derde single van het album. In september dat jaar volgden de VS en Canada.

## Achtergrond
In 2011 zei Jackson over "Be My Number Two": "Ik zou zeggen dat dit nummer een beetje levensmoe of, nou ja, niet levensmoe, maar een beetje wel, hoe moet ik dit anders uitleggen? Een ezel stoot zich in het algemeen niet tweemaal aan dezelfde steen. Het vertelt, 'Nou ja, laten we het opnieuw proberen, maar het zal niet zoals de eerste keer zijn'. Dus het is schrijnend, denk ik."
De plaat werd geen grote hit; enkel in Jacksons' thuisland het Verenigd Koninkrijk werd de 70e positie behaald in de UK Singles Chart. 
In Nederland werd de plaat in de zomer van 1984 door dj Frits Spits en vakantie-invaller Kas van Iersel regelmatig gedraaid in De Avondspits op Hilversum 3, maar wist desondanks geen notering te behalen in de destijds drie landelijke hitlijsten op de nationale publieke popzender (de Nederlandse Top 40, Nationale Hitparade en de TROS Top 50). Ook in de Europese hitlijst op Hilversum 3, de TROS Europarade, werd geen notering behaald.
Ook in België wist de plaat geen notering te behalen in zowel de voorloper van de Vlaamse Ultratop 50 als de Vlaamse Radio 2 Top 30 en de Waalse hitlijst. 
Desondanks is het een van de populairdere platen van Jackson gebleken en staat deze in Nederland sinds de allereerste editie in december 1999 onafgebroken genoteerd in de jaarlijkse NPO Radio 2 Top 2000 van de Nederlandse publieke radiozender NPO Radio 2, met als hoogste notering een 435e positie in 2004.

## NPO Radio 2 Top 2000
| Nummer met noteringen in de NPO Radio 2 Top 2000 | '00 | '01 | '02 | '03 | '04 | '05 | '06 | '07 | '08 | '09 | '10 | '11 | '12 | '13 | '14 | '15 | '16 | '17 | '18 | '19 | '20 | '21 | '22 | '23 | '24 |
| ------------------------------------------------ | --- | --- | --- | --- | --- | --- | --- | --- | --- | --- | --- | --- | --- | --- | --- | --- | --- | --- | --- | --- | --- | --- | --- | --- | --- |
| Be My Number Two                                 | 548 | 566 | 521 | 515 | 435 | 482 | 530 | 678 | 524 | 555 | 584 | 764 | 467 | 503 | 557 | 556 | 710 | 602 | 733 | 659 | 819 | 784 | 897 | 970 | 954 |

1. ↑  Een vetgedrukt getal geeft de hoogste notering aan.
2. ↑  2000 was het eerste jaar met een notering voor dit nummer.